# Roberto Assagioli

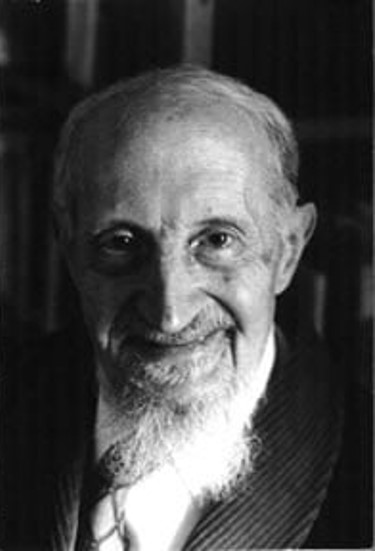
Roberto Assagioli

Roberto Assagioli, eigentlich Roberto Marco Grego (* 27. Februar 1888 in Venedig; † 23. August 1974 in Capolona, Arezzo) war ein italienischer Psychiater, Psychoanalytiker und Begründer der Psychosynthese.

## Leben
Roberto Assagioli hieß mit vollem Namen Roberto Marco Grego Todesco Assagioli. Die Mutter Elena Kaula (1863–1925), in Ägypten geboren, kam aus einer venezianischen Familie, der Vater Leone Grego (1850–1890) war Ingenieur und stammte aus Verona. Beide waren jüdischen Glaubens und heirateten am 2. April 1882. Der Vater starb, als Roberto zwei Jahre alt war. Die Mutter heiratete später den Arzt Emanuele Alessandro Todesco Assagioli (* 1854), der Roberto adoptierte. Seine Mutter stand der Theosophie nahe. Robertos kulturelle Bildung war durch ein anregendes Familienumfeld und gute finanzielle Mittel sehr umfangreich. Er lernte schon als Kind fast gleichzeitig drei Sprachen. In Venedig besuchte er das Lyzeum Foscarini. Im Jahr 1904 erwarb er mit 16 Jahren das Abitur mit sehr guten Noten. Diese Schule kam, laut Alessandro Bertis Arbeit, der klassisch-humanistischen wie auch der wissenschaftlichen Neigung Assagiolis zugute. Dieses weit gefasste Interesse von Philosophie und Literatur bis zur Wissenschaft zog sich durch sein ganzes Leben.
Neben seiner Muttersprache Italienisch sprach er fließend Deutsch, Englisch und Französisch und las Altgriechisch, Latein, Russisch und Sanskrit. Sein Interesse umfasste ein großes Spektrum von Fachgebieten und Wissensbereichen, besonders intensiv forschte er in den Grenzbereichen zwischen Medizin, Pädagogik und Religion.
Im November 1904 zog die Familie Assagioli nach Florenz, wo Roberto sein Medizinstudium begann: zuerst mit dem Schwerpunkt Chirurgie, dann Psychiatrie. Die Psychologie war noch kein eigenständiges Fach, so bahnte sich sein Interesse für die menschliche Psyche einen anderen Weg. Assagiolis kulturelles Interesse war ebenfalls weitgefächert; bereits 1906 begann seine Mitarbeit bei der florentinischen Zeitung Leonardo. 1906 reiste er nach Wien, vermutlich traf er Freud, auf jeden Fall hatte er Kontakt zu dessen Umfeld. Im selben Jahr hatte er Kontakt zu römischen Theosophen. In Genf traf er die Psychologen Édouard Claparède und Théodore Flournoy, der auch mit Carl Gustav Jung in Kontakt stand und mit dem er lange in Verbindung blieb. Trotz der Kriegserklärung Österreich-Ungarns im Juli 1914 half Assagioli Ernest Jones bei der Korrespondenz mit Freud, so verschickte er Briefe, die er bei Jones in London abgeholt hatte, und schickte sie nach seiner Ankunft in Florenz an Freud nach Wien.
1907 erschien ein Artikel in der Zeitschrift Leonardo, betitelt Il “Nuovo pensiero” americano (zu deutsch etwa „Das neue amerikanische Denken“), in dem schon einige grundlegende Gedanken seines späteren Werkes, der Psychosynthese, enthalten sind, z. B. die Betonung des Willens als einer wichtigen seelischen Kraft im Menschen.
1907 besuchte Assagioli das Burghölzli, die psychiatrische Universitätsklinik von Zürich, und entschied sich, die Psychoanalyse zum Thema seiner Doktorarbeit zu machen. Hier traf er auch Carl Gustav Jung und war dort regelmäßiger Gast. Jung schreibt am 13. Juli 1909 an Sigismund Freud: „unter ihnen ein gewisser Dr. Assagioli aus Florenz, von der dortigen psychiatrischen Klinik. Er ist ein offener aufnahmefähiger junger Mann“. Mit Jung blieb er bis zu dessen Tode verbunden.
Im August 1909 besuchte Assagioli den Internationalen psychologischen Kongress in Genf. Hier beschäftigte er sich intensiv mit der Psychologie des religiösen Ausdrucks, der Mystik und deren außergewöhnlicher Bewusstseinszuständen (später in dem Begriff des „Überbewusstseins“ integriert), die ins Gebiet der transpersonalen Psychologie fallen.
1909 begann er bei Eugenio Tanzi in Florenz seine Doktorarbeit mit dem Titel La Psicoanalisi, die er am 1. Juli 1910 mit einer Disputation abschloss und mit der er zum Doktor der Medizin promovierte.
Nach seiner Graduierung arbeitete Assagioli als Assistenzarzt bei Eugen Bleuler in der Psychiatrie Burghölzli. Bleuler beschrieb damals erstmals das „Gespalten-Sein des Geistes“ als Schizophrenia. Bleuler war zur Zeit, als Assagioli bei ihm arbeitete, äußerst kritisch gegenüber Sigmund Freud eingestellt. Nach seiner Zeit als Assistenzarzt praktizierte Assagioli als Psychiater in Italien, er gehörte zum Kreis der frühen Psychoanalytiker und war wesentlich daran beteiligt, die Psychoanalyse in Italien zu etablieren.
In der italienischen Literaturzeitschrift „La Voce“ publizierte er im Jahre 1910 einen Artikel „Die Ideen von Freud über die Sexualität“ (italienisch Le idee di Sigmund Freud sulla sessualità) sowie einen Kommentar zu den „Drei Abhandlungen über die Sexualtheorie“ von Freud. Assagioli ist unter den ersten 53 Mitgliedern der Italienischen Psychologischen Gesellschaft. Weitere Kongressteilnahmen folgten.
Im Jahre 1912 gründete und finanzierte er die Herausgabe der Zeitschrift „Psiche“ über psychologische Studien, die er zusammen mit Sante De Sanctis, Enrico Morselli und Guido Villa veröffentlichte. Die Zeitschrift erschien zweimonatlich und bestand vier Jahre.
Während des Ersten Weltkrieges diente Assagiolo ab 1917 als Arzt im Rang eines Leutnants in der italienischen Armee, (italienisch Servizio di sanità militare). Am Ende des Krieges 1919 wurde er zum Vizedirektor des neurologischen Zentrums von Ancona berufen, „Ospedale neuropsichiatrico della provincia di Ancona“. Ein Jahr später eröffnete er eine Praxis in Florenz. Am 12. August 1922 heiratete er Nella Ciapetti (1890–1970) in Florenz, am 12. September 1923 folgte die Geburt ihres Sohnes Ilario. Sein Sohn starb am 6. November 1951 an den Folgen einer Tuberkulose. Seine Ehefrau war ebenfalls Theosophin und entstammte einer wohlhabenden katholischen Familie.
Im Jahre 1926, er hatte seinen Lebensmittelpunkt nach Rom verlegt, gründete er das „Institut für Kultur und Therapie der Psyche“ (italienisch l'Istituto di Psicosintesi), das ab 1933 den Namen „Institut für Psychosynthese“ trug. Es folgten Reisen von 1926 bis 1928 in verschiedene europäische und nordamerikanische Städte. Assagioli konnte so sein Netzwerk internationaler Beziehungen erweitern, intensivieren und gleichzeitig die Entwicklung, Formulierung und Verbreitung der Psychosynthese voranbringen. Im Jahre 1928 führte ihn sein stärker werdendes Interesse zur Erforschung und begrifflichen Erfassung spiritueller und esoterischer Begebenheiten in der menschlichen Psyche bzw. Kultur an die Arcana-Schule (englisch The Arcane School), einer Gruppe, die von Alice Bailey gegründet worden war. Er wurde Mitglied der Arkan-Schule und deren Vertreter für Italien.
Sein Institut für Psychosynthese wurde während der Zeit des italienischen Faschismus im Jahre 1938 geschlossen. Als Jude musste er 1939 die Theosophische Gesellschaft (italienisch Società Teosofica) verlassen. Die Gesellschaft wurde später vom Regime ebenfalls geschlossen. Am 22. August 1944 wurde er in der Villa Serena verhaftet und des Pazifismus beschuldigt; es erfolgte seine Inhaftierung für einen Monat im Gefängnis Regina Coeli, eine Erfahrung, die ihn zu der Schrift „Freiheit im Gefängnis“ inspirierte. Unter der Bedingung eines Hausarrestes wurde er entlassen.
Nach dem Zweiten Weltkrieg erwarb er ein Haus an der Via San Domenico in Florenz. Für Assagioli wurde es zu einem Ort der wissenschaftlichen Inspiration und der Begegnungen, der Therapie von Patienten, der Ausbildung von Studenten und Mitarbeiter. Er begann erneut in Europa und die USA zu reisen und knüpfte kulturelle, wissenschaftlich psychologische aber auch spirituelle Kontakte. Seine Aktivitäten intensivierten sich in allen Bereichen durch neue Initiativen, Vorlesungen, Veröffentlichungen, Konferenzen und der Teilnahme an nationalen und internationalen Kongressen. Er gründete im Jahre 1950 die „Vereinigung für Progressives Judentum“ (italienisch Unione Italiana per l'Ebraismo progressivo), welches dem „World Union for Progressive Judaism“ angegliedert wurde.
Assagioli lernte unter anderem Sri Aurobindo, Rabindranath Tagore, Anagarika Govinda, Hermann Hesse, Alice Baily sowie Abraham Maslow und Viktor Frankl persönlich kennen. Insbesondere mit Abraham Maslow hatte er mehrfach die Gelegenheit zusammenzuarbeiten.
An der Versammlung der Arcana-Schule in der Schweiz kündigt er seine Absicht an, eine Gruppe für „Kreative Meditation“ zu gründen, basierend auf den Gesetzmäßigkeiten und Prinzipien des neuen Zeitalters. Um dieses Projekt umzusetzen und das notwendige Material zusammenzutragen, arbeitet er die folgenden Jahre intensiv und in engem Kontakt mit Mitarbeitern des Sundial House in Tunbridge Wells (U.K.) zusammen.
In den frühen 1960er bis 1970er Jahren werden eine Vielzahl von Psychosynthese-Instituten gegründet oder von ihm initiiert. Er starb an den Folgen eines Schlaganfalls.

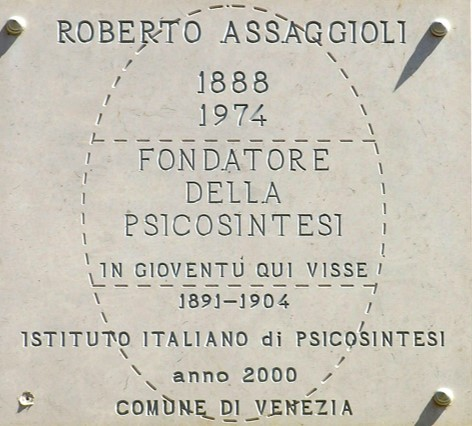
Gedenktafel in Venedig in der Strada Nova

## Wirken
Assagioli war ein Pionier der Transpersonalen Psychologie und Psychotherapie. Er entwickelte die Psychosynthese, ein Modell des Menschen, das Körper, Geist und Seele umfasst. Dieses bildet die Grundlage für die therapeutische Psychosynthese, findet aber auch Anwendung in der Pädagogik, auf sozialen Feldern, im Bereich der persönlichen Entwicklung und Beratung und der zwischenmenschlichen Beziehungen. Die Psychosynthese gilt als eine wichtige Grundlage der Humanistischen und Transpersonalen Psychologie und Psychotherapie.

### Psychosynthese
Ab 1910 wies Assagioli auf die Begrenzungen des psychoanalytischen Konzepts hin: Solange der Mensch nur als von seinen biologischen Trieben bedingt verstanden werde, könne er nur teilweise erfasst, aber nicht in seiner Ganzheit gesehen werden. Assagiolis Anliegen war es, eine wissenschaftliche Psychologie zu entwickeln, die die Realität der Seele anerkennt, und die Freude, Sinn, Erfüllung, Kreativität, Liebe und Weisheit, also die höheren Energien und Strebungen des menschlichen Daseins, ebenso mit einbezieht wie die Impulse, Triebe und Bedürfnisse der vitalen Basis der menschlichen Natur.
Er kreierte sein psychologisches Konzept und Weltbild, die Psychosynthese, mit der er bestrebt war, die wissenschaftlichen Erkenntnisse aus Medizin und Psychologie und die Weisheitslehren der Völker zusammenzufügen zu einem Menschenbild, das die biologische Gebundenheit des Menschseins in einen größeren Rahmen der persönlichen Wahl und Verantwortung einbinden sollte und diesen wiederum in einen noch umfassenderen der spirituellen Verbundenheit und Teilhabe.

## Zitate
„Ich habe einen Körper, aber ich bin nicht mein Körper.

Ich habe Gefühle, aber ich bin nicht meine Gefühle.

Ich habe Wünsche, aber ich bin nicht meine Wünsche.

Ich habe einen Geist, aber ich bin nicht mein Geist.

Ich bin ein Zentrum aus reinem Bewusstsein.“

„Eine der Hauptursachen des heutigen Durcheinanders ist der Mangel an Liebe auf Seiten derer, die Willen haben, und der Mangel an Willen bei jenen, die gut und liebevoll sind.“

## Veröffentlichungen (Auswahl)

### Originalausgaben
Zu Lebzeiten erschienen:
- Psychosynthesis. A Manual of Principles and Techniques. Hobbs, Dorman & Company, New York 1965. (Dt. Übersetzung: Psychosynthese – Handbuch der Methoden und Techniken.), Deutsch von Iréne Wieser und David Bach. Rowohlt, Reinbek bei Hamburg 1993, ISBN 3-499-19387-6, auf ia802907.us.archive.org (ia802907.us.archive.org)
- Psicosintesi. Per l'armonia della vita. Mediterranee, Roma 1966.
- The Act of Will. Viking Press, New York 1973.

Postum erschienen:
- Psychosynthesis Typology. (= Übersetzung des italienischen Originals I tipi umani), The Institute of Psychosynthesis, London 1983.
- Educare l'uomo domani. Ed. Istituto di Psicosintesi, Firenze 1988.
- Lo sviluppo transpersonale. (a cura di M. Macchia Girelli), Astrolabio, Roma 1988.
- Comprendere la Psicosintesi. (a cura di M. Macchia Girelli), Astrolabio, Roma 1991.
- Psicosintesi. Per l'armonia della vita. Astrolabio, Roma 1993.

### Deutsche Übersetzungen
- Handbuch der Psychosynthesis. Angewandte transpersonale Psychologie. Herausgegeben, bearbeitet und mit einem Vorwort versehen von Erhardt Hanefeld, Aurum, Freiburg 1978.
- Handbuch der Psychosynthese. Prinzipien, Methoden und Techniken. API, Adliswil 1988.
- Handbuch der Psychosynthese. Grundlagen, Methoden und Techniken. Nawo, Rümlang 2004, ISBN 3-9522591-0-1.
- Die Schulung des Willens. Methoden der Psychotherapie und der Selbsttherapie. Junfermann, Paderborn 1982 (9. Auflage 2003), ISBN 3-87387-202-1.
- Psychosynthese und Transpersonale Entwicklung. Junfermann, Paderborn 1992.
- Psychosynthese und Transpersonale Entwicklung. Nawo, Rümlang 2008, ISBN 978-3-9522591-5-3.
- Psychosynthese Harmonie des Lebens. Nawo, Rümlang 2010, ISBN 978-3-9522591-6-0.
- Typologie der Psychosynthese. Die 7 Grundtypen. API, Adliswil 1992, ISBN 3-85523-605-4.

## Weblinks

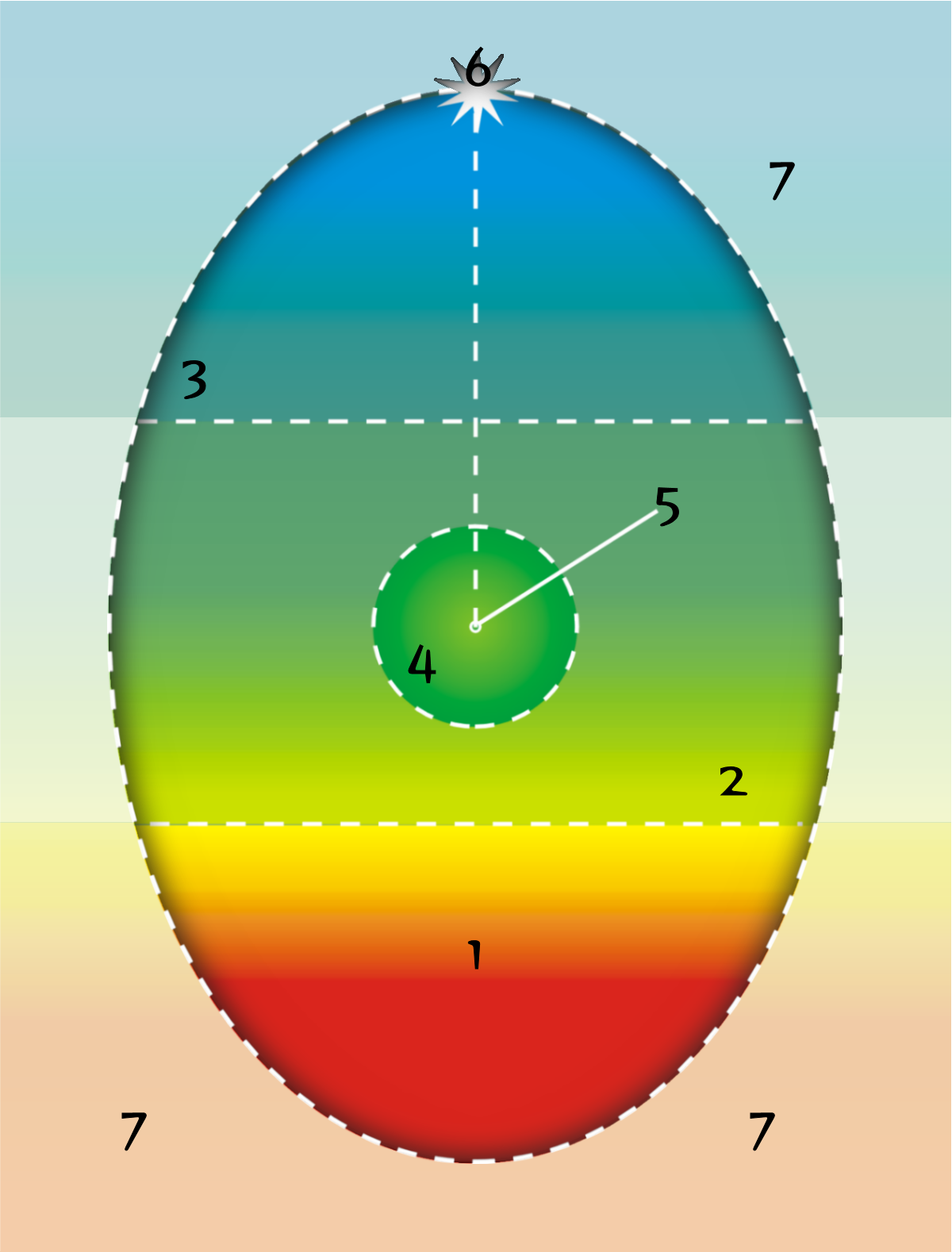
Modifiziert dargestelltes Tiefenstruktur-Modell der Psychosynthese
1. das tiefere Unbewusste
2. das mittlere Unbewusste
3. das höhere Unbewusste
4. Bewusstseinsfeld
5. das personale Selbst (= Ich)
6. das transpersonale Selbst (= Seele)
7. das kollektive Unbewusste